# Breakthrough (平野綾の曲)
「Breakthrough」（ブレイクスルー）は、平野綾の1枚目のシングル。2006年3月8日に Lantisから発売された（販売元はキングレコード）またアルバムRIOT GIRLにアルバムバージョンとして収録されている。

## 概要
声優・平野綾のデビューシングル。表題曲「Breakthrough」とカップリングの「一番星」
は、PS2用ゲームソフト『ふぁいなりすと』のオープニングテーマとエンディングテーマとして使用された。ファーストアルバム「RIOT GIRL」には、アレンジを一新したバージョンが収録されている。
2013年9月9日、メキシコの DJやプロデューサーDJ Laxxell非公式リリースリ ミックスバージョンのみ Bandcampを通じてEDM独 自の形式。

## 収録曲
全編曲：鈴木マサキ
1. Breakthrough [3:33]
作詞：江幡育子、作曲：TARAWO
2. 一番星 [4:34]
作詞：mavie、作曲：上松範康
3. Breakthrough (off vocal)
4. 一番星 (off vocal)

## 収録作品
| 曲名         | 収録作品名 | 作品種類           | 発売日        | 備考                                                         |
| ------------ | ---------- | ------------------ | ------------- | ------------------------------------------------------------ |
| Breakthrough | RIOT GIRL  | オリジナルアルバム | 2008年7月16日 | 1stオリジナルアルバム。 Breakthrough（Album ver.）として収録 |